# Lula Pena
Lula Pena, née le 15 mai 1974 à Lisbonne, est une chanteuse, compositrice, guitariste et interprète de fado et de musiques du monde,.

## Biographie
Lula Pena est née à Lisbonne. À 15 ans, elle voyage seule vers Bruxelles. À 18 ans, après le lycée, elle part étudier le design et la communication visuelle à Barcelone.
Puis, elle s'installe à Bruxelles où elle se lance dans la chanson. Elle interprète des textes personnels et reprend quelques fados classiques. Le directeur d'une maison de disques la remarque lors d'un concert dans un club de jazz de Louvain. Il produit son premier album, Phados, en 1998, avec des fados d’Amalia Rodrigues (la morna Sodade), des textes des brésiliens Caetano Veloso, Chico Buarque ou l'influence de Cesária Évora. Sa carrière de chanteuse démarre.
Elle poursuit sa quête musicale à travers des rencontres de musiciens, des lectures, de petits concerts. Elle exprime son art avec intransigeance et profondeur.
En 2010, elle sort Troubadour, composé de 7 actes. La composition est hétéroclite : durées variables, musique dissociée, texte poétique, langues (portugais, français, espagnol ou anglais). Elle sélectionne quelques phrasés qu'elle remixe comme : Nature Boy d’Eden Ahbez, ou  Luna Tucumana d’Atahualpa Yupanqui.
En 2017, elle sort Archivo Pittoresco. C'est un recueil polyglotte composé de chansons folks qu'elle extrait de divers pays. On y retrouve Violeta Parra, Louis Scutenaire, Giuseppe Rachel, ou Mános Hadjidákis.

## Profil musical
Lula Pena construit ses textes en jouant avec les styles, les langues, les alternances, au risque d'en perdre en limpidité : "Je suis de la faim, mille des vers à soie, des vraies à soin, des verres à soif." dans Archivo Pittoresco. Sa voix grave exprime ses degrés sentimentaux, traduit ses émotions et nous transporte en son intimité. Elle est comme habitée.

## Discographie
- Phados, label Carbon 7, 1998
- Troubadour, label Mbari/Discmedi, 2010[4],[6]
- Archivo Pittoresco, label Crammed Discs, 2017, sélection fff